# 이재웅 (1953년)
이재웅(李在雄, 1953년 8월 24일 부산 - )은 통합된 한국콘텐츠진흥원의 초대 원장이다. 종교는 천주교이며, 세례명은 야고보이다.

## 이력
이재웅 초대 한국콘텐츠진흥원장은 1953년 부산에서 태어났다. 1973년 부산 동래고등학교를 졸업하고 연세대학교 행정학과에 입학,
1974년 민청학련 사건에 연루, 주동자 중 하나로 지목되어 징역7년을 선고. 1980년 사면, 복권 된 후 연세대학교에서 행정학으로 석사와 박사 학위를 받았다.
1988년부터 부산 동의대학교 행정학과 교수로 재직했으며 1998년 최초로 동의대학교의 방송아카데미를 설립했다.
여기서 방송영상과 게임제작, 콘텐츠제작 기획자 등을 양성했다.
1998년에는 교수직을 역임하며 부산 문화방송에서 5년간 시사토론 진행을 맡기도 했다. (당시 13.8%라는 경이적인 시청률을 기록하기도 했다.)
2002년에는 동의대학교 초대 영상정보대학원장을 역임하며 방송영상 전문인력 양성에 주력했다.
2004년 17대 국회의원에 당선, 문화관광위원과 방송통신특위위원으로 활동했다.
2007년 대선 당시 이명박 후보의 선거캠프에서 활동하였다.
2008년 17대 대통령직인수위원회 방송통신 태스크포스팀장을 맡았다. 국회와 인수위에서 ‘방송통신위원회 설치법’ ‘IPTV 서비스 도입법’ ‘지상파방송의 디지털전환특별법’ 제정 등 방송통신융합의 제도적 기반을 마련하는 데 주도적 역할을 수행했다.
2009년부터 2011년까지 '방송영상산업진흥원' '한국문화콘텐츠진흥원' '한국게임산업진흥원문화콘텐츠센터' 그리고 옛 정보통신부 산하의 '디지털콘텐츠사업단' 5개의 기관이 통합된 한국콘텐츠진흥원(Kocca)의 초대원장으로 역임하였다.
콘텐츠진흥원장으로 활동하며 '스토리텔링'과 '해외진출'에 가장 큰 역점을 두었다.
또한 지원에 있어서 다양한 분야에 나누어 지원하기 보다는 '선택과 집중' 의 지원 전략을 추구하였다.
2009년을 기점으로 그 세를 확장해간 한류의 전파에 있어 문화산업 지원기관으로서 제몫을 어느정도 해냈다는 평이다.
출범 직후 콘텐츠 업계의 가장 큰 숙원이었던 완성보증제도를 시행하여 2011년부터
수출용 콘텐츠에 한해 수출입은행을 통해서만 받을 수 있었던 금융지원을 내수용 콘텐츠 제작의 경우에도 기업은행, 우리은행, 하나은행, 국민은행 등에서 지원 받을 수 있도록 각 은행과 MOU를 체결했다.
또한 2009년부터 콘텐츠의 원작이 되는 스토리 원안 발굴 프로젝트'신화창조 프로젝트’는 다양한 공모전을 시행, 픽사(PIXAR)의 모델을 도입해
국내최초로 집단 창작공간인 스토리창작센터를 개소하는 등 단발적 지원에서 제작지원에서 수출지원까지 통합적으로 지원하는 시스템을 도입하고자 하였다.
한국콘텐츠진흥원은 이러한 성과와 더불어 공공기관 최초로 아이디어 중심의 제안서 5페이지 작성 제도를 전격 시행하고, 심사 시 재무제표 제출 폐지, 공공기관이 책임지는 자기주도 심사제도 등의 혁신적인 변화를 창출하며 업계로부터 큰 호응을 불러 일으켰다. 콘텐츠진흥원의 이러한 노력은 고객만족도 평가 결과가 크게 상승(전년대비 7.2점, 양호)하는 결과로 나타났다.
2011년에는 공공기관 최초로 다른 사기업들을 제치고 'PR 홍보대상'을 수상하기도 한다.
대표적으로 헐리우드의 엔터테인먼트 산업계의 한국계 미국인들과의 네트워크 구축하는 한편
게임 수출을 위한 '글로벌 게임 허브 센터'를 설립, 제작 및 해외유통을 지원하였다.
원작 스토리 발굴 프로젝트인'신화창조프로젝트'의 다양한 공모전을 통해 경쟁력있는 콘텐츠 원작을 발굴하기 위해 노력하였다.
지원체계가 장르별로 분산되어 있는 것에 비효율이라고 느껴. 콘텐츠진흥원 내부는 이미 장르에서 기능중심으로 방사형조직으로 개편되었다.
하지만 문화체육관광부가 아직 장르별로 나눠 칸막이식 지원관행이 남아있어 종종 갈등이 생기기도한다.
또한 한해 전체 콘텐츠 지원예산이 아바타 (2009년 영화) 1편 제작비용에도 못 미친다는 점을 강조, 콘텐츠 및 문화예술 분야에 대한 투자를 적극적으로
요청하는 등, 여타의 기관장보다 정부부문에 대해 활발히 의견개진을 하는 편.
중국 고위 관료들과의 인맥도 상당한 수준으로 구중국문화부 차관 이자 現 중국공산당 감숙성(甘肃省)위원회 위원, 상무위원, 부서기 오우양찌엔 (欧阳坚)
과 한중 협력 사업 논의 및 국내 중국 진출 기업을 위한 정책적 방안 마련을 위한 교류를 하며 인맥을 쌓았다.
중국공산당 중앙정치국 위원, 중국 광동성 당서기 왕양 (汪洋)
구, 중국 성도시 당서기 ,現 중국 사천성 위원회 위원, 부서기 리춘청 (李春城) 등도 한국 방문시
중국 하남성 문화청장 양리핑 (杨丽萍), 중국광전총국 선전관리사 사장 김덕룡 (金德龙)
공식 및 비공식 일정으로 한국 콘텐츠 진흥원을 방문하는 등 돈독한 관계를 유지하고 있다.
재임 당시 진흥원의 지원을 받은 대표적인 사례로 뽀로로 뿌까 뿌리깊은 나무 (2011년 드라마) 헬로루키 점박이: 한반도의 공룡 3D 마당을 나온 암탉 등이 있다.

## 약력
- 1973년 부산광역시 동래고등학교를 졸업하였다.
- 1974년 민청학련 사건에 가담. 징역 7년 선고
- 1980년 사면, 복권
- 1983년 연세대학교 행정학 학사
- 1985년 연세대학교 대학원 행정학 석사학위를 받고, 1986년 12월부터 1988년 12월까지 연세대학교 사회과학연구소 간사를 맡았다.
- 1993년 연세대학교 대학원 행정학 박사
- 1998년 동의대학교 법정대학 사회과학부 행정학 교수, 방송아카데미 설립
- 2001년 동의대학교 영상정보대학원 원장
- 2002년 동의대학교 콘텐츠인력양성기관 기관장
- 2004년 제17대 국회 한나라당 국회의원

```
국회 방송통신특별위원회 간사
국회 문화관광위원회 위원
국회 운영위원회 위원
```

- 2009년 통합된 한국콘텐츠진흥원 초대 원장
- 2012년 한국콘텐츠진흥원 원장 퇴임.

## 역대 선거 결과
| 실시년도 | 선거   | 대수 | 직책     | 선거구      | 정당     | 득표수   | 득표율          | 순위 | 당락 | 비고 |
| -------- | ------ | ---- | -------- | ----------- | -------- | -------- | --------------- | ---- | ---- | ---- |
| 2004년   | 총선   | 17대 | 국회의원 | 부산 동래구 | 한나라당 | 76,275표 | \| \| 57.27% \| | 1위  |      | 초선 |
|          | 57.27% |      |          |             |          |          |                 |      |      |      |

## 가족 관계
- 배우자 : 강윤자
  - 아들 : 이상협
    - 며느리 : 김려원